# ISS 추진 모듈

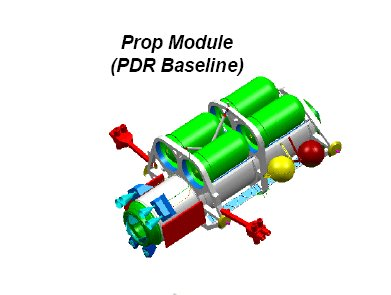
ISS 추진 모듈 (NASA)

ISS 추진 모듈(ISS Propulsion Module)은 즈베즈다 서비스 모듈과 프로그레스 우주선의 백업용으로 고안되었다가 취소되었다.
현재 유도, 항법, 조종, 추진을 담당하는 핵심적인 ISS 모듈은 러시아의 즈베즈다 서비스 모듈과 프로그레스 우주선이다. 미래에는 유럽우주국(ESA)의 무인 운송선(ATV; Automated Transfer Vehicle)도 이 역할을 함께 할 것이다. ATV는 개발이 완료되었으며, 2008년 1월 아리안 5호 로켓에 의해 최초로 발사될 예정이다.
Propulsion Module은 고도 유지, 우주 쓰레기 회피, 고도 조정과 즈베즈다를 사용할 수 없게 되었을 때에 추진체(propellant)를 다시 보급하기 위해 사용된다.
만약 즈베즈다 모듈이 사용불가능해지는 경우 임시 제어 모듈(Interim Control Module)이 우선 사용되는데, 수명은 3년이다. 그 후에는 새로운 추진용 모듈이 필요하다.
ISS는 고도 유지, 우주 쓰레기 회피, 고도 조정을 위해 매년 평균 7000 kg의 추진제(propellant)를 필요로 하며, 이를 보급하기 위해 여러 번 화물 공급 우주선을 발사해야 한다. 현재는 프로그레스 M 화물우주선을 매년 6회 발사하여 충당하는데, 2014년 경에는 105,000 kg의 추진체가 매년 필요하다.
추진 모듈은 9808 kg, 프로그레스 M 화물우주선은 1100 kg, 프로그레스 M1 화물우주선은 1950 kg, 유럽우주국(ESA)의 ATV는 4000 kg, 미국의 임시 제어 모듈은 5000 kg의 연료(fuel)를 탑재하고, 미국의 우주 왕복선은 232 kg의 연료를 ISS의 추진을 위해 사용할 수 있고, 특별히 ISS 추진을 위한 임무를 수행하는 경우 1626 kg 의 ISS의 연료보급이 가능하다.
자르야 FGB는 5500 kg, 즈베즈다 서비스 모듈은 860 kg의 연료를 탑재한다. 그러나 자르야와 즈베즈다의 메인 추진은 예비용으로 보존된다. 우주정거장의 수명이 다하는 경우 마지막으로 사용한다. 이 추진 모듈은 연료 재보급이 중단되는 경우에도 1년간 궤도를 유지할 수 있는 예비 추진제를 가지고 있으며, 유니티 모듈에 부착된다.
추진 모듈은 서비스 모듈을 사용할 수 없는 경우를 대비한 백업용의 목적 외에도, 미국이 소유한 추진 시스템의 의미로서도 계획된 것이었으나, 최초의 설계는 예산을 초과했고 개발기간을 경과했다. 이 계획은 점차 지연되다가 결국 취소되었으며, 국제우주정거장은 ATV와프로그레스 우주선으로 연료를 보급하기로 하였다.

## 같이 보기
- 국제 우주 정거장
- 우주 왕복선